# Thoste
Thoste település Franciaországban, Côte-d’Or megyében. Lakosainak száma 101 fő (2022. január 1.). Thoste Forléans, Courcelles-Frémoy, Courcelles-lès-Semur, Dompierre-en-Morvan, Montigny-Saint-Barthélemy, La Roche-en-Brenil és Vic-de-Chassenay községekkel határos.

## Népesség
A település népessége az elmúlt években az alábbi módon változott:
| Lakosok száma | 169  | 136  | 114  | 117  | 115  | 111  | 108  | 104  | 102  | 101  |
|               | 1968 | 1982 | 1990 | 2006 | 2013 | 2015 | 2017 | 2019 | 2020 | 2022 |